# Виндзор (Квебек)
Виндзор (фр. Windsor) је град у Канади у покрајини Квебек. Према резултатима пописа 2011. у граду је живело 5.367 становника.

## Становништво
Према резултатима пописа становништва из 2011. у граду је живело 5.367 становника, што је за 2,4% више у односу на попис из 2006. када је регистровано 5.239 житеља.
| 2006. | 2011. |
| ----- | ----- |
| 5.239 | 5.367 |